# Lomaptera vrazi
Lomaptera vrazi är en skalbaggsart som beskrevs av Conrad L. Schoch 1898. Lomaptera vrazi ingår i släktet Lomaptera och familjen Cetoniidae. Inga underarter finns listade i Catalogue of Life.